# 石承藻
石承藻（?—?），字黼庭，湖南湘潭人，清朝官員、探花。
父石养源，官至洛川知县。嘉慶十三年（1808年）一甲三名進士（探花），授翰林院编修。嘉庆十五年（1810年），任山西鄉試主考官，提拔祁隽藻、葛天柱等。迁御史，巡视南城，改给事中，以敢言聞名。以母丧，歸鄉守孝。嘉慶年間參修《全唐文》。嘉慶二十四年（1819年），湘潭爆發土客械斗，“闭城罢市，械斗兼旬，人心汹汹，几激大变”，侍郎周系英与巡抚吴邦庆互劾。周系英之子周汝桢曾致书承藻，被吴邦庆發現，因此牽連罷官，卒於鄉。有《桐叶山房诗草》。

## 延伸阅读
[在维基数据编辑]
 《清史稿·卷356》，出自趙爾巽《清史稿》